# سولر اوبزيتيزس
سولر اوبزيتيزس (بلانجليزية: solar oppsites) (معنى الاسم هو الأضداد الشمسية) هو مسلسل كوميدي أمريكي للرسوم المتحركة للبالغين تم إنشاؤه بواسطة جستين رويلاند ومايك مكماهان، المؤلف المشارك لريك ومورتي لصالح هولو. تم إنشاء المشروع في الأصل لصالح شبكة فوكس التلفزيونية، ثم تم تأجيل المشروع، ثم اشترته شركة هولو. تم عرض المسلسل لأول مرة في 8 مايو 2020. تم ترتيب المسلسل في الأصل كموسمين يتكون كل منهما من 8 حلقات. في يونيو 2020 تم تجديد المسلسل لموسم ثالث مكون من 12 حلقة. صدر الموسم الثاني في 26 مارس 2021.

## القصة
الأضداد الشمسية «تتمركز حول عائلة من الفضائيين من عالم أفضل يجب أن يلجأوا إلى أمريكا الوسطى. إنهم يختلفون حول ما إذا كان هذا مروعًا أم رائعًا». تتبع قصة موازية مجتمعًا من البشر تقلص من قبل النسخة المقلدة يوميولاك وسجنوا في تيراريوم المعروف باسم «الحائط».

## مؤدي الاصوات

### رئيسي
- جاستن رويلاند دور كورفو: عالم فضائي ذكي يكره الأرض ويريد المغادرة في أسرع وقت ممكن. إنه القائد المعين لمهمتهم لإيجاد عالم جديد.
- توماس ميدليديتش مثل تيري: شريك كورفو في الإجلاء وأخصائي بوبا الذي يستمتع بالتواجد على الأرض ومفتن بالثقافة الإنسانية.
- شون جيامبروني مثل بانوراما: نسخة كورفو التي نصبت نفسها كعالم وصائد الجوائز. يتقلص عدد الأشخاص العشوائيين ليضيفهم إلى حوضه «الجدار».
- ماري ماك مثل جيسي: مكرر تيري الذي يكون لطيفًا بشكل عام ويريد أن يتناسب مع المجتمع البشري.
- ساجان مكماهان[ا] مثل الخادرة: كائن فضائي رضيع مرتبط بأضداد الطاقة الشمسية الفخرية والذي سيتطور يومًا ما إلى شكله الحقيقي ويعيد تشكيل الأرض إلى نسخة من Shlorp homeworld للطبقة الحاكمة Shlorp ، باستخدام البيانات مخزنة في حمضها النووي.

## روابط خارجية
- سولر اوبزيتيزس  في قاعدة بيانات الأفلام على الإنترنت (بالإنجليزية)